# Andrena flagella
Andrena flagella är en biart som beskrevs av Nurse 1904. Andrena flagella ingår i släktet sandbin, och familjen grävbin. Inga underarter finns listade i Catalogue of Life.